# Сині Лип'яги
Сині Лип'яги (рос. Синие Липяги) — село у Нижньодівицькому районі Воронезької області Російської Федерації.
Населення становить 1840 осіб (2010). Входить до складу муніципального утворення Синєлипяговське сільське поселення.

## Історія
Населений пункт розташований у історичному регіоні Чорнозем'я. Від 1928 року належить до Нижньодівицького району, спочатку в складі Центрально-Чорноземної області, а від 1934 року — Воронезької області.
Згідно із законом від 15 жовтня 2004 року входить до складу муніципального утворення Синєлипяговське сільське поселення.

## Населення
| 1959 | 2010  |
| ---- | ----- |
| 5231 | ↘1840 |